# Visage de femme en plein air
Visage de femme en plein air – ou Buste de femme nue en plein air – est un tableau réalisé par le peintre belge Théo Van Rysselberghe vers 1910. Cette huile sur toile est le portrait en buste d'une jeune femme visiblement nue tournant son regard vers le spectateur au-dessus de son épaule gauche. Don de l'artiste en 1911, l'œuvre est conservée au musée Léon-Dierx, à Saint-Denis de La Réunion. L'établissement se sert des contours de la figure comme logotype.